# 皮斯富爾派因斯 (加利福尼亞州)
皮斯富爾派因斯（英語：Peaceful Pines）是位於美國加利福尼亞州阿爾派恩縣的一個非建制地區。該地的面積和人口皆未知。

## 地理
皮斯富爾派因斯的座標為38°24′22″N 119°47′22″W / 38.40611°N 119.78944°W，而該地的平均海拔高度為1882米（即6207英尺）。